# Dan Graham

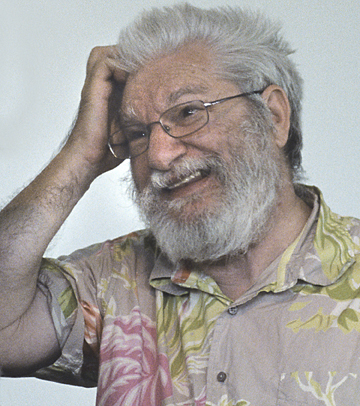
Dan Graham, Zúrich 2007
(Foto: Monica Boirar)

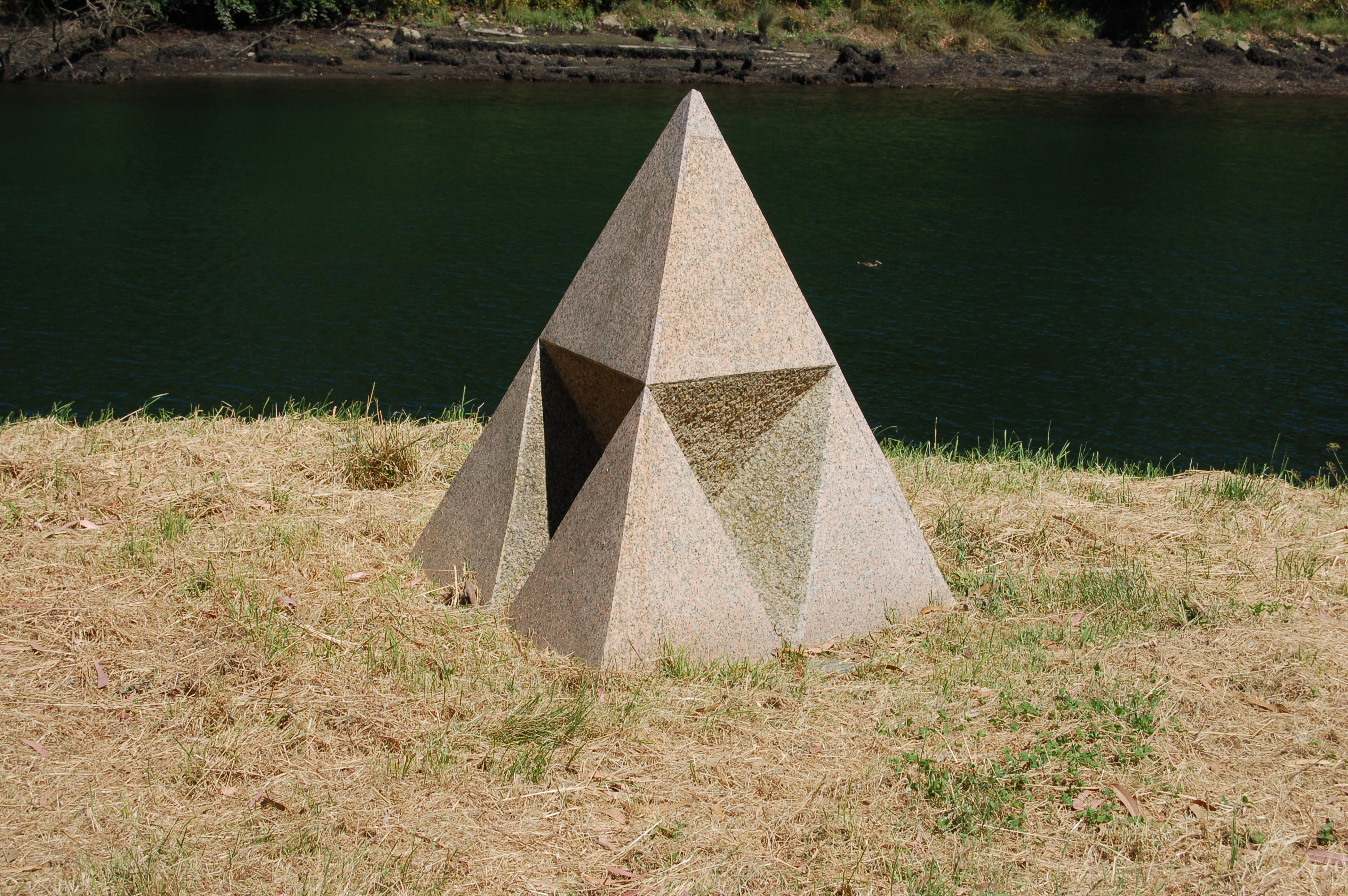
Pyramid en el parque Isla de las Esculturas de Pontevedra.

Daniel Graham (Urbana, Illinois; 31 de marzo de 1942-Nueva York; 19 de febrero de 2022) fue un artista, escritor y comisario de exposiciones norteamericano.
Creció en Nueva Jersey. En 1964 comenzó a dirigir la Galería John Daniels en Nueva York, donde expuso por primera vez en solitario de Sol LeWitt, y se exhibieron en grupo trabajos de Donald Judd, Dan Flavin y Robert Smithson. Al igual que estos artistas, Graham se consideraba a sí mismo un escritor-artista, publicando ensayos editoriales y reseñas sobre rock, las pinturas de Dwight D. Eisenhower y el programa de televisión de Dean Martin. En sus primeros trabajos se ocupó de la página de la revista a menudo asociada con arte conceptual. Su trabajo se centró en los fenómenos culturales, incorporando fotografía, vídeo y arte de performance, estructuras de cristal y espejo. Vivió y trabajó en Nueva York.

## Biografía
Nació en Urbana, Illinois, hijo de un químico y una psicóloga experta en educación. Cuando tenía 3 años se mudó de Illinois a Winfield Township, Nueva Jersey, y luego a una zona cercana de Westfield (Nueva Jersey).
 Por su pésima relación con su padre, huyó de casa a la temprana edad de 13 años y se refugió en casa de un amigo en el East Village neoyorquino. Eso limitó su educación y le convirtió, en gran parte, en un autodidacta. Durante su adolescencia, sus lecturas incluyeron a Margaret Mead, Claude Lévi-Strauss, la literatura crítica de Leslie Fiedler y el escritores franceses del Nouveau Roman. Quiso ser escritor, coqueteó con el rock, del cual escribió críticamente y debido a que no pudo costear materiales de arte, sus primeras creaciones artísticas formaron parte de artículos de revista.

## Obra
Inició su carrera artística en 1964, a la edad de 22 años, cuando fundó la galería John Daniels en Nueva York. Trabajó en ella hasta 1965, cuando comenzó a crear sus propias piezas conceptuales. Durante su tiempo en la galería, exhibió trabajos de artistas minimalistas como Carl André, Sol LeWitt (su primera exhibición en solitario), Donald Judd, Robert Smithson, y Dan Flavin.
A lo largo de su carrera demostró que pudo ser un artista con un amplio registro. Su trabajo consistió en performance art, instalaciones, video, escultura y fotografía. Pocas de sus obras se han encargado o han sido exhibidas en los Estados Unidos. De hecho, la única obra importante comisionada en los Estados Unidos en la última década fue el Proyecto de Parque Urbano en Azoteas, en el cual diseñó la pieza Cilindro de espejos de doble sentido dentro de un cubo y salón de vídeo (1981–1991). Otros encargos en los Estados Unidos fueron Yin/Yang en el MIT, el Laberinto en Minneapolis Sculpture Garden, en el Middlebury College y en el Madison Square Park.
Su trabajo siempre estuvo firmemente basado en prácticas de arte conceptual. Sus primeros ejemplos fueron fotografías y secuencias numerológicas, principalmente impresas en revistas, por ejemplo Figurative (1965) y Schema (1966).
En este último trabajo, se basó en la estructura física de la revista en la que se imprimió el contenido de la misma obra. Como tal, la misma obra cambiaba de acuerdo a su ubicación física o estructural en el mundo. Su primer trabajo exitoso fue una serie de fotografías al estilo de revista con texto Homes for America (1966–67), que contrapone el efecto monótono y alienante de los desarrollos de viviendas de 1960 con su supuesto atractivo y la geometría física de un artículo impreso. Otros trabajos fueron Site Effects/Common Drugs (1966) y Detumescence (1966).
Después de esto, amplió su desarrollo práctico conceptual con performances, cine, video y escultura incluyendo Rock My Religion (1984) y Performer/Audience/Mirror (1975). Sus instalaciones, tales como Public Space/Two Audiences (1976) o Yesterday/Today (1975) inspiraron aún más la transición a pabellones interiores y exteriores de sus obras posteriores. Muchos de sus pabellones conceptuales, incluyendo Two Way Mirror and Open Wood Screen Triangular Pavilion (1990), han incrementado su popularidad.
Además de sus trabajos visuales, publicó una gran variedad de escritos críticos y teóricos.

### Influencias
En la publicación de Sarah Lehrer-Graiwer en 2009, "Pep Talk", dio a conocer los "Trabajos de artistas y arquitectos que me influenciaron" (en orden alfabético): Michael Asher, Larry Bell, Flavin, Itsuko Hasegawa, LeWitt, Roy Lichtenstein, Robert Mangold, Bruce Nauman, Claes Oldenburg, Kazuo Shinohara, Michael Snow, Mies van der Rohe y Robert Venturi.
El escritor Brian Walls ha dicho que las obras de Graham: 

"muestran una profunda fe en la idea del presente, [él] trató de comprender la cultura americana de la posguerra a través de nuevas formas de investigación analítica, reportaje facto-gráfico y mapeos cuasi-científicos de relaciones espacio-tiempo."

 El trabajo de Graham ha sido influenciado por el cambio social del Movimiento por los derechos civiles en Estados Unidos, la guerra de Vietnam, el movimiento de la liberación femenina así como otros cambios culturales. [cita requerida] Estos eventos prolíficos y cambios en la historia afectan al arte conceptual y los movimientos minimalistas. [cita requerida]
Como LeWitt, Morris, Smithson y Flavin, Graham trabajó en la intersección del minimalismo y el arte conceptual. Graham exhibió una estética minimalista en sus primeras fotografías e impresiones. Sus impresiones de secuencias numéricas, palabras, gráficos y gráficas reflejan fuertemente sus cualidades minimalistas. Sus últimos trabajos se volvieron muy conceptuales y examinaban las relaciones entre espacio interior, espacio exterior y la percepción del espectador cuando se cambian los límites previstos.

### Fotografía
Tras el cierre de su espacio con sede en Manhattan, la Galería John Daniels a finales de los 60, se volvió para las revistas como sede principal de su arte. Además de contribuir a la crítica del arte y de la música, creó piezas de texto y trabajos fotográficos publicados a menudo entre los anuncios de las revistas. De su trabajo en revistas, Graham dijo, 

Había esta idea de derrotar el valor monetario en el aire en los 60, así que mi idea era poner las cosas en páginas de revistas donde pudieran ser desechables sin valor. Y eso sería un híbrido también porque el trabajo era una combinación de crítica de arte y ensayo: una página de revista como obra de arte.

 Estas fotografías cuestionan la relación entre arquitectura pública y privada y la forma en la que cada espacio afecta al comportamiento. Algunos de sus primeros trabajos conceptuales trataron con diferentes formas de ilustraciones impresas de secuencias numéricas. En 1965 Graham comenzó a tomar fotografías a color para su serie "Homes For America". Todas las fotografías tomadas fueron de viviendas unifamiliares, nuevos centros comerciales, depósitos de camiones comensales en carreteras alrededor de los suburbios americanos. Estas series de fotografías, una de las primeras obras de arte en el espacio de texto, fueron publicadas a doble página en Arts Magazine. Este "artículo" es un conjunto de textos, incluyendo sus fotografías. Las fotografías también fueron elegidas para la exposición "Projected Art" (Arte Proyectado) en el Museo de Arte del Colegio Finch. El 1969, Graham se enfocó en performance y películas que exploraron la dinámica social de la audiencia, incorporándolos en el trabajo, dando lugar a una serie de fotos de 80 pies, "Sunset Sunrise".

### Actos artísticos, cine y vídeo
De 1969 a 1978, trabajó principalmente con "performance", video y película. En las actuaciones y vídeos, exploró las relaciones entre cuerpos, lenguaje y subjetividad, a menudo manipulaba la experiencia temporal del espacio. También produjo una serie de documentales ensayísticos, destinados a ser proyectados más que a ser instalados, que documentan una serie de temas que van desde cuestiones sociales a las subculturas juveniles estadounidenses.
De 1969 a 1973, realizó una serie de películas no narrativas que fueron sus primeros trabajos basados en el tiempo. Una de ellas fue "Roll" (1970) el cual era un ejercicio de "performance" en fenomelogía semejante a las primeras películas de Bruce Nauman. En este periodo y antes, produjo un número de vídeos que documentaron sus trabajos de "performance", tal como Past Future Split Attention en 1972, en el que la conversación de dos conocidos se convierte en una cacofonía de diálogo e interrupción simultáneos. Otro ejemplo mayor es Performance/Audience/Mirror (1975), documentando una "performance" donde Graham narra sus movimientos, la aparición de sus espectadores y su propia apariencia en un espejo. En estos trabajos, Graham recurre explícitamente teorías de lingüística estructural, especialmente el trabajo de Jacques Lacan.
Además incorporó vídeo dentro de instalaciones, creando ambientes donde la tecnología de video es usada para modificar la experiencia corporal propia del espectador. Un ejemplo es la instalación/performance de 1974 Present Continuous Past(s),  Graham comenzó a usar paredes de espejo de dos vías en relación con reflexiones reales y proyecciones de vídeo con retraso. También en 1974, creó una instalación con una serie de videos llamados "Time Delay Room", en los que usó cámaras de circuito cerrado de televisión con retraso y proyecciones de vídeo.
Últimamente, Graham produjo un número de vídeo documentales, tales como Rock My Religion de (1983–84) y Minor Threat (1983). Rock My Religion (1984) explora el rock como una forma de arte y establece un paralelismo entre este y el desarrollo de la religión Shaker en América. Observó los cambios en las creencias y supersticiones en la religión Shaker desde el siglo XVIII, y les relata el desarrollo de la cultura del rock. Minor Threat documenta la cultura de los jóvenes que rodea a la banda Youth. En él, Graham analiza las implicaciones sociales de esta subcultura, tratándola "como un rito tribal, un catalizador de la violencia y la frustración de la mayoría de los hombres, del público adolescente"

### Pabellones

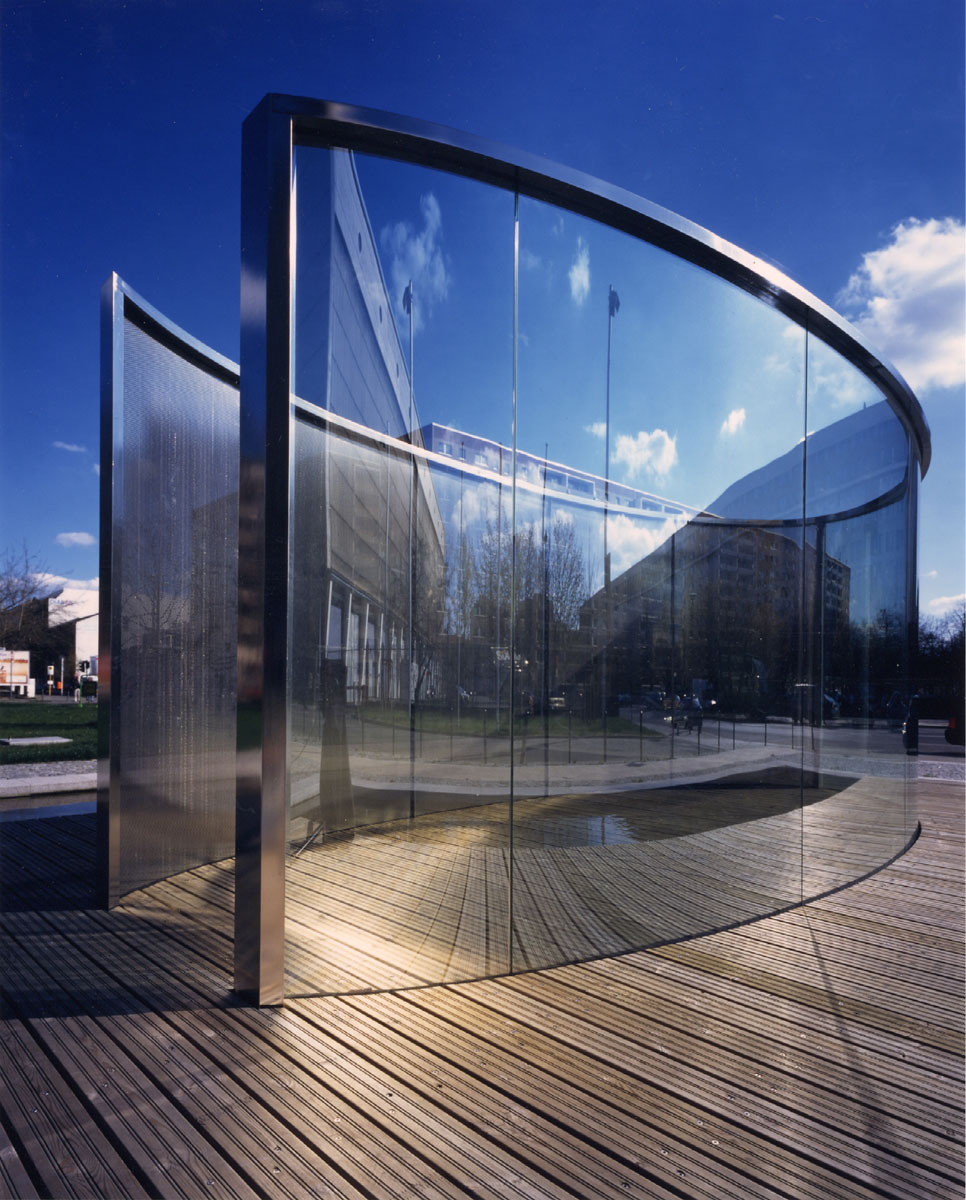
Pabellón en Berlín, Alemania

Sus obras de arte se dice que difuminan la línea entre la escultura y la arquitectura. Desde la década de los 80, Graham ha estado trabajado en unas series independientes, que aún  continúan, objetos esculturales llamados pabellones; que representan un híbrido entre un espacio cuasi-funcional y una instalación que sirve para exponer los procesos de percepción y ciertas expectativas. Su popularidad creció desde que comenzó con sus pabellones y ha recibido encargos de todo el mundo. Sus pabellones son esculturas de acero y vidrio que crean un espacio diferente, que desorienta al espectador de su entorno o de los conocimientos habituales del espacio. Están hechas de un par de grandes paneles de vidrio o espejo, o de mitad vidrio y mitad espejo que es a la vez que es reflejante y transparente. Graham a veces experimenta con la óptica en sus diseños, utilizando espejos convexos de doble vía, lentes de ojo de pez y pequeñas albercas de agua para reflejar el interior del pabellón, incluyendo los tondos, los visitantes y el cielo fuera del pabellón. Celosías de madera y acero son otros materiales muy comúnmente usados en sus obras.
El Centro de Arte del MIT llama a sus pabellones rigurosamente conceptuales, con una belleza única e insistencia pública. Los pabellones crean una experiencia única para el espectador. Sus pabellones son creados para una experiencia pública. Sus pabellones combinan arquitectura y arte. Los pabellones de Dan Graham han sido comparados con el trabajo de Ryue Nishizawa y de Kazuyo Sjima en el Museo de Kanazawa. Los muros de cristal de la estructura refleja y distorsiona la luz como las esculturas de Graham. Las estructuras son similares en su estudio del espacio y luz.
En 1981, comenzó a trabajar en un proyecto de una década de duración en la ciudad de Nueva York. La obra "Cilindro de espejos de doble sentido dentro de un cubo y salón de video" era parte del Proyecto de Parques en Azoteas Urbanas". Graham trabajó en esta pieza con la colaboración de los arquitectos Mojdeh Baratloo y Clifton Balch. Este pabellón transparente y reflejante transformó la azotea del 548 West de la calle 22 en un parque de azotea. El pabellón captura el paisaje que lo rodea y los cambios de luz creando un intenso efecto visual con el cielo. El "Cilindro de espejos de doble sentido dentro de un cubo y salón de video" se ha convertido en su obra más conocida de toda su carrera artística.
Después de numerosas comisiones en Europa, el Pabellón de los niños (1988–93) fue en realidad la primera pieza que Graham comisionó para ser hecha en los Estados Unidos. Con la colaboración de Jeff Wall, el pabellón es una pieza muy conceptual relacionada con los niños de la nación. Es una habitación con forma circular con un óculo en el techo, que es transparente y reflejante a la vez, con el fin de que los espectadores fuera del edificio puedan observar al interior también. Nueve fotografías de Wall, circulares enmarcadas en la pared con niños de muchas nacionalidades y orígenes étnicos rodean la habitación. Cada niño es mostrado en medio cuerpo y se ve desde abajo contra el cielo de fondo. En cada imagen, Wall elige un cielo diferente. En 1991, el Centro para Arte Contemporáneo Witte de With intentó realizar el pabellón en el distrito Ommoord de Rotterdam; el plan finalmente fue abandonado en 1994. Otras obras relacionadas incluyen El Pabellón de los niños (Chambre d'Amis) (1986), "Pabellón de Patinaje (1989) y Casa de juegos para los Niños de Saint-Janslein (1997-99).
El pabellón Sala de Maquillaje de las niñas (1997-00), que está relacionado con proyectos que fueron creados hacia el año 1997 Skulptur Projekte Münster, está compuesto por vidrio de espejo de doble vía con puertas deslizantes hechas de metal perforado. Los visitantes son invitados a entrar a la habitación y usar el maquillaje que se encuentra en una pequeña tabla -los muros de espejo de doble vía, que sólo produce un reflejo distorsionado. Los moros de metal perforado continuamente producen un cambio en los patrones de los rayos. Combinados con el cristal semi-espejeado estos patrones de rayos crean un "mundo virtual" que está cambiando con la luz y es por lo tanto un estado de flujo permanente.
Para una instalación temporal en el jardín de la azotea del Museo Metropolitano de Arte, Hedge Two-Way Mirror Walkabout (2014) es una colaboración con el arquitecto de paisaje suizo Günther Vogt. El pabellón se compone de una curva en forma de S de vidrio tipo espejo, y asentada por dos setos de hiedra paralelas.

#### Pabellones Seleccionados

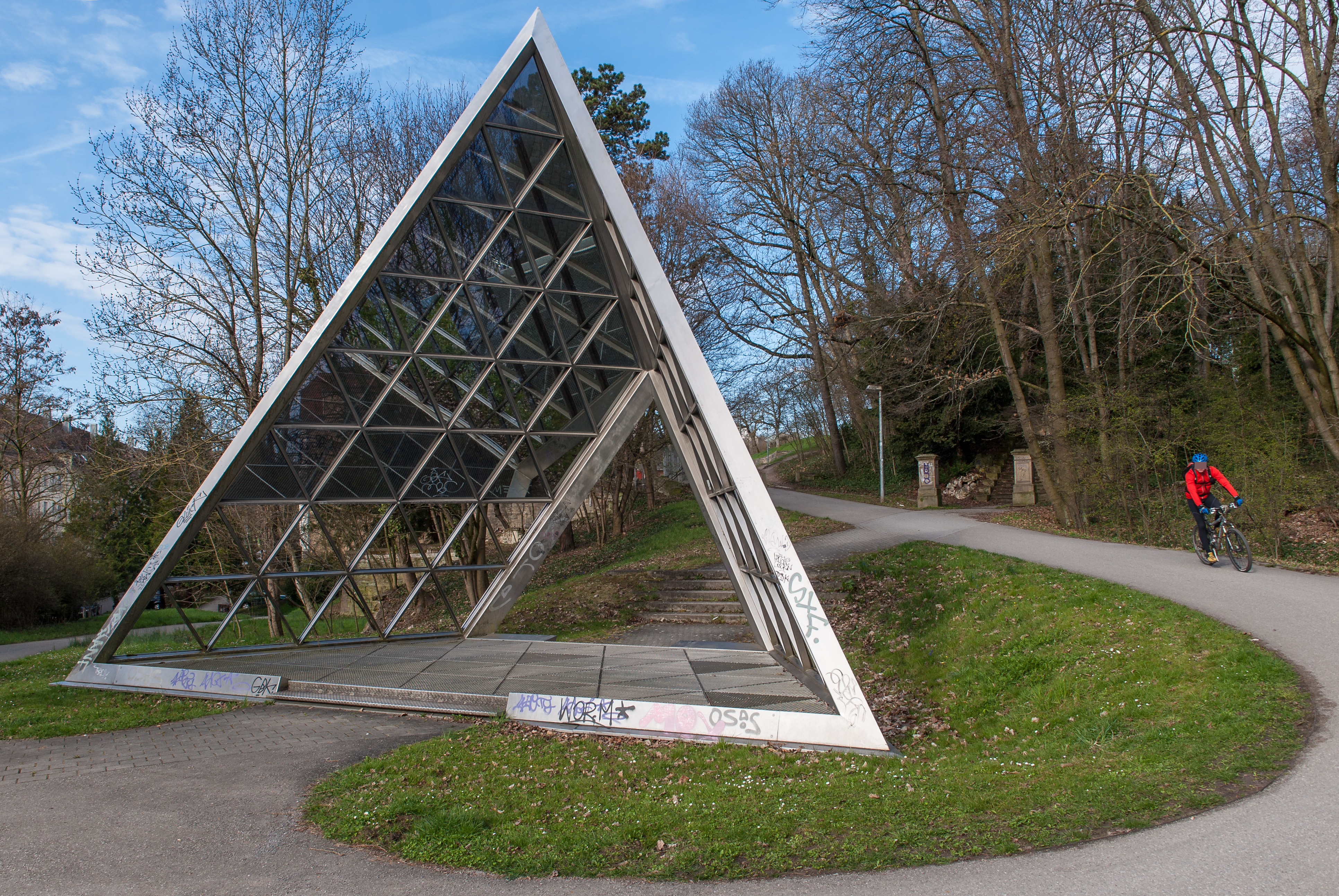
Gate of Hope (1993) en Stuttgart, Alemania

Otros pabellones realizados por Graham son:
- Crazy Spheroid – Two Entrances (2011), originalmente diseñado para el Jardín Botánico de Nueva York, ahora en DeCordova Museum and Sculpture Park, Lincoln, MA;[21]
- Kaleidoscope/Doubled (2010), La Rochelle, France;
- Half Cylinder/ Perforated Steel Triangular Enclosure, Kortrijk, Bélgica;
- Two V's and 2 Half-Cylinders off-Aligned, Bruselas, Bélgica;
- One Straight Line Crossed by One Curved Line (2009) Sede de Novartis, Basilea, Suiza;
- Two Half Cylinders (2008) en la Colección Bob Rennie de Rennie, Vancouver, Canadá;
- Half Square/Half Crazy en Casa del Fascio, Como, Italia;
- From Mannerism to Rococo (2007);
- Homage to Vilanova Artigas (2006), en la Bienal de São Paulo 2006;
- Bisected Triangle, Interior Curve (2002), Inhotim, Brumadinho;
- Bisected Triangle Inside Curve (2002), Madison Square Park, Nueva York;
- Waterloo Sunset (2002–2003), Galería Hayward, Londres;
- Yin/Yang Pavilion (1997/2002), MIT, Cambridge, MA (en la residencia Steven Holl);
- Two-Way Mirror / Hedge - Almost Complete Circle (2001), K21 Ständehaus, Düsseldorf, Alemania;
- S-Curve for St. Gallen (2001), Colección Hauser & Wirth, St Gallen;
- Rivoli Gate Pavilion (2000), Castillo de Rivoli, Brescia, Italia;
- Curved Two-Way Mirror Triangle, One Side Perforated Steel (2000), Museo de Arte Contemporáneo, Tokio, Japón;
- Two Different Anamorphic Surfaces (2000), Castillo de Wanås, Suecia;
- Walkway for Hypo-Bank (1999), Bayerische Hypotheken und Wechselbank AG, Múnich, Alemania;
- Star of David Pavilion (1999), Museo de Arte de Tel Aviv;[22]
- Elliptical Pavilion (1995/1999), Vattenfall Europe, Michaelkirchstrasse, Berlín;
- Café Bravo (1998), Instituto Kunst-Werke de Arte Contemporáneo, Berlín;
- Two-Way Mirror Curved and Straight and Open Shōji Screen Triangle (1998), Museo Ludwig, Cologne;
- Argonne Pavilion II (1998), Laboratorio Nacional de Argonne, Argonne, Illinois;
- Triangular Solid With Circular Insert (1997), Museo de Arte de Chiba City, Hikari, Areba;
- Two Two-Way Mirrored Parallelograms Joined with One Side Balanced Spiral Welded Mesh (1996), Galerías Nacionales de Escocia, Edinburgo;
- Two-Way Mirror Curved Hedge Zig-Zag Labyrinth (1996), Middlebury College, Middlebury;
- Two-Way Mirror Triangle with One Curved Side (1996), Vågan, Noruega;
- Two-Way Mirror and Punched Aluminum Solid Triangle (1996), originalmente creado para el jardín del Real Club de Tiro de Copenhague, ahora en el Museo Arken de Arte Moderno;[23]
- Parabolic Triangular Pavillon I (1996), Nordhorn;
- Two-Way Mirror Punched Steel Hedge Labyrinth (1994–1996), Centro de Arte Walker, Minneapolis;
- Star of David Pavillon for Schloss Buchberg (1991–1996), Gars am Kamp;
- Double Exposure (1995/2003), inicialmente propuesto para una exposición de 1995 en Alemania, más tarde instalado en la Fundación Serralves, Oporto;
- Cylinder Bisected by Plane (1995), Benesse House Museum, Naoshima;
- Double Cylinder (The Kiss) (1994), Museo de Arte Moderno de San Francisco;
- New Labyrinth for Nantes (1992–1994), Plaza Commandant Jean l'Herminier, Nantes;
- Triangular Bridge Over Water (1990), Laumeier Sculpture Park, St. Louis;[24]
- Star of David Pavillon/Triangular Pavilion with Triangular Roof Rotated 45° for Hamburg (1989/99), Hamburgo;
- Triangular Solid with Circular Inserts, Variation D (1989), Museo de Arte Carnegie, Pittsburgh;
- Triangular Solid with Circular Inserts (1989), Colección Peggy Guggenheim, Venecia;
- Triangular Pavilion with Circular Cut-Out (1989–2000), varios lugares;
- Skateboard Pavilion (1989), varios lugares;
- Octagon for Münster (1987), Münster, Alemania;
- Two-Way Mirror Pergola Bridge I, Fondo Regional de Arte Contemporáneo del Pays de la Loire, Clisson, Francia;
- Pavillion Sculpture II (1984), Moderna Museet, Estocolmo, Suecia;
- Rooftop Urban Park Project (1981/91-2004) for Dia:Chelsea, Nueva York;[25][20]
- Two Adjacent Pavilions (1981), Rijksmuseum Kröller-Müller, Otterlo, Holanda;
- Pavilion / Sculpture for Argonne (1978–81), Laboratorio Nacional de Argonne, Argonne;
- Gate of Hope (1993), Leibfriedscher Garten, Stuttgart, Alemania.

Dan Graham Pavilions: a guide, editada por Josh Thorpe, fue publicada en 2009 por Art Metropole en Toronto. Six Sculptures/Pavilions for Pleasure (2001), creado en colaboración con Hauser & Wirth, documenta seis pabellones distintos de Graham que están en lugares públicos y tienen diferentes funciones.

### Escritos
Dan Graham ha hecho grandes contribuciones a través de sus escritos. Trabajó como crítico de arte, escribiendo artículos reveladores sobre compañeros artistas. Ha contribuido con anuncios inquisitoriales en periódicos y escritos en revistas. Lo más notable, de 1965 a 1969 produjo una serie de textos, como Schema (1966), en el que se introdujo en el mercado masivo de las revistas. Además ha escrito libros a junto a otros escritores. Muchos de los libros son una colección de ensayos acerca de sus trabajos. El más leído incluye Two Way Mirror Power: Selected Writings by Dan Graham on His Art, Half Square Half Crazy, y Sympathy for the Devil: Art and Rock and Roll since 1967.

### Colaboraciones
Para el festival Performa en 2007, Dan Graham diseño el escenario realizada para la presentación de la banda neoyorquina Japanther. Graham ha colaborado anteriormente con Japanther en la opera de títeres de rock  Don't Trust Anyone Over Thirty: Entertainment by Dan Graham with Tony Oursler and Other Collaborators (2004).

## Obras de arte selectas
- Homes for America, 1967, John Gibson
- Opposing Mirrors and Video Monitors on Time Delay, 1974, Museo de Arte Moderno de Francisco.
- Yesterday/Today, 1975, Museo Stedelijk Van Abbe, Eindhoven, Holanda.
- Back-Yard New Housing Project, 1978, Galería Lisson, Londres.
- Two Way Mirror with Hedge Labyrinth, 1989, Galería Lisson.
- Pavilion Influenced by Moon Windows, 1989.
- Untitled escultura, 1996, instalada en Vågan, Norte de Noruega.[29]
- Triangular Pavilion with Circular Cut-Out Variation C, 1989–2000, Piscina/estanque de la Galería Lisson, 1997, Patrick Painter Editions.
- Two Way Mirror with Lattice with Vines Labyrinth, 1998, Galería Lisson.
- Girls Make-Up Room, 1998–2000, Hauser & Wirth, Zürich y Londres.
- Greek Meander Pavilion, Open, 2001, Galería Lisson.
- Bisected Triangle, Interior Curve, 2002, Madison Square Park.
- Waterloo Sunset at the Hayward Gallery, Londres, 2002-03.[30]
- Terminal 5  En 2004, the dormant Saarinen-designed TWA Flight Center (ahora Jetblue Terminal 5) en el aeropuerto JFK) acogió brevemente una exposición de arte titulada Terminal Five,[31] curated by Rachel K. Ward[32] and featuring the work of 18 artists[33] including Dan Graham. La muestra contaba con obras, lecturas e instalaciones temporales inspiradas en la arquitectura de la terminal[33] - y estaba prevista su duración del 1 de octubre de 2004 al 31 de enero de 2005[33] - pero cerró inesperadamente después de actos vandálicos en el edificio durante su gala de inauguración.[32][34]
- Norwegian Wood Lattice Bisected By Curved 2-way-mirror, 2010 a orillas del Lago Lemonsjøen, Noruega

## Exposiciones
La primera exposición en solitario de Graham tuvo lugar en 1969 en la galería John Daniels en Nueva York. En 1991, una exhibición de sus pabellones y fotografías se realizó en la Galería Lisson, en Londres. Otra exhibición importante presentada por Graham fue "Public/Private", una exhibición que viajó por cuatro diferentes lugares. El espectáculo, que incluía sus pabellones, modelos y fotografías arquitectónicos, preformances e instalaciones de video abrió sus puertas en 1994 en el Colegio Moore de Arte y diseño. En 2001, una retrospectiva tuvo lugar, cubriendo sus 35 años de carrera. Los museos que organizaron el evento incluyeron el Museo de Arte Moderno de París, el Museo Kröller-Müller en Otterlo, Holanda, y el museo Kiasma en Helsinki, Finlandia. En 2009 otra gran retrospectiva se montó en los EE. UU., mostrada en el Museo de Arte Contemporáneo de Los Ángeles, Museo Whitney de Arte Estadounidense en Nueva York y el Centro de Arte Walker en Minneapolis. El trabajo de Graham también ha sido exhibido en el Venice Biennale (1976, 2003, 2004 and 2005), en el documenta V, VI, VII, IX, IX and X (1972, 1977, 1982, 1992 y 1997), y en el Skulptur Projekte Münster '87 y '97.
Graham es representado por Hauser & Wirth en Zúrich, la galería Lisson en Londres y la galería Marian Goodman en Nueva York.

### Exhibiciones selectas en solitario
- 2019, Dan Graham: Whirligig, Fundación PROA, Argentina

- 2011, Dan Graham: Exposition d'overture, Le Consortium, Francia

- 2011, Dan Graham: Models and Videos, Eastside Projects, Birmingham

- 2010, Les Rencontres d'Arles festival, Francia.

- 2009, Dan Graham: Beyond, Centro de Arte Walker, Minneapolis (Retrospectiva)[35]

- 2009, Dan Graham: Beyond, Museo Whitney de Arte Americano, Nueva York (Retrospectiva)

- 2009, Dan Graham: Beyond, Museo de Arte Contemporáneo, Los Ángeles (Retrospectiva)

- 2001, Dan Graham Œuvres, 1965–2000, Museo de Arte Moderno de la Villa de París, París

- 2000, Dan Graham: Children's Day Care Center, CD-Rom, Cartoon, and Computer Screen Library Project, Galería Marian Goodman, Nueva York

- 1999, Dan Graham, Architekturmodell, Kunst-Werke Berlin, Berlín

- 1997, Dan Graham, The Suburban City, Neue Galerie am Landesmuseum Joanneum, Graz

- 1995, Dan Graham, Video/Architecture/Performance, EA-Generali-Foundation, Viena

- 1994, Dan Graham: Public/Private, Moore College of Art and Design, Philadelphia; List Visual Arts Center, Massachusetts Institute of Technology, Cambridge, MA; Toronto, LACE - Los Angeles Contemporary Exhibitions, Los Ángeles

- 1991, Pavilion Sculptures & Photographs, Galería Lisson , Londres

- 1986, Storefront for Art and Architecture, Nueva York

- 1981, P.S.1 Contemporary Art Center / Institute for Art and Urban Resources, Long Island City, Nueva York

- 1977, Museo Stedelijk Van Abbe, Eindhoven